# 貞信公記
『貞信公記』（ていしんこうき）は、関白太政大臣藤原忠平の日記。

## 概要
日記の名称は忠平の諡号「貞信公」に因んだもので、『貞信公御記』ともいう。10世紀前半の政治史を知るうえでの基本史料で、朝廷儀礼や政務に関する記述が多く見られる。
今日現存するのは、忠平28歳の延喜7年（907年）から、忠平薨去前年の天暦2年（948年）までの期間で、途中欠落している部分がある。

### 災害の記録
- 天慶元年（938年）4月16日の日記では、天慶地震の発生が記録されている[1]。

## 写本
忠平が記した日記の原形を伝える詳本は現存せず、現在伝来している『貞信公記』は、忠平の長男である実頼が抄出した抄本である。故に、記述が簡略であるため、他の日記に見られる朝儀の次第や、政務の手続き等の詳細な記述が余り見出せない。また、「私記」という形で実頼の記した註記が附されている。他に特徴として、実頼が日記を抄出する際、多数の暦注記事も抜書きしていることから、原本は具注暦に書かれていたことが分かる。ちなみに、藤原道長の日記である『御堂関白記』も具注暦に書かれている。
現在、本書の写本は、九条元公爵家本（鎌倉時代初期、重要文化財）が天理図書館に、久松本が京都大学に所蔵されている。また、宮内庁書陵部、尊経閣文庫、神宮文庫等にも写本が所蔵されている。また、『西宮記』『北山抄』などの儀式書に本書の逸文が見られる。
刊本は、活字化されたものが『大日本古記録』『続々群書類従』に収められている。また、九条元公爵家本の影印本が、『天理図書館善本叢書』として刊行されている。